# Gustave Sayn
Gustave Sayn (1862-1933) est un géologue amateur, paléontologiste, stratigraphiste français, spécialiste du crétacé inférieur du sud-est de la France, président de la Société d'Archéologie de la Drôme, vice-président de la Société Géologique de France.

## Biographie
Gustave Sayn est né en 1862 à Strasbourg où son père était en garnison au 7e bataillon de chasseurs à pied. Sa mère meurt alors qu'il a trois mois et son père est mort en 1866 lors d'un combat au Mexique où il a été envoyé avec son bataillon. D'abord élevé par ses grands-parents maternels à Strasbourg, il rejoint en 1868 Saint-Vallier (Drôme) à leur décès pour être recueillis par ses tantes, l'une veuve du frère de son père, l'autre sœur de cette dernière.
Cela ne l'empêche pas de passer avec succès le baccalauréat ès-lettres à Aix en 1878 à l'âge de 15 ans et demi. En 1880, il quitte Saint-Vallier pour habiter avec ses tantes à Montvendre (Drôme), dans la propriété héritée de ses grands-parents paternels. Il se marie dans cette commune avec Marie-Anaïs Sauzet en 1885 qui lui donne douze enfants, deux meurent en bas âge et deux décèdent pendant la guerre de 1914-1918.
Sa vocation de naturaliste commence à Montvendre où il cherche minéraux et fossiles qu'il collectionne jusqu'à constituer au fil des années une collection qui est léguée en 1935, après son décès, au Muséum d'histoire naturelle de Lyon.
Son statut d'agriculteur à Montvendre et d'ailleurs membre du Syndicat agricole du Sud-Est ne l'empêche pas d'avoir l'écoute et la reconnaissance de ses confrères des Laboratoires de Géologie de Grenoble et de Lyon, dont les collections lui étaient aussi familières que la sienne.
Il se livre à ses recherches sur les mollusques terrestres et fluviatiles tertiaires et actuels et sur la paléontologie du crétacé inférieur en se documentant et en côtoyant des scientifiques réputés comme Charles Lory, Charles-François Fontannes ou Maurice Gignoux. 
Dès 1878, soit à l'âge de 16 ans, il fait partie de la Société d'Archéologie de la Drôme dont il devient président en 1924. Il est membre également de la Société linéenne de Lyon, collaborateur adjoint au Service de la Carte géologique de France et est nommé vice-président de la Société Géologique de France en 1911. 
En 1932, il se voit attribuer le prix Fontannes de la Société Géologique de France, pour ses travaux paléontologiques sur le Sud-Est de la France. 
Il décède le 25 août 1933 dans son village de Montvendre. 

## Travaux scientifiques
- 1888 : Ammonites d'Algérie et ammonites du Néocomien inférieur
- 1889 : Note sur le Barrémien de Cobonne
- 1890 : Description des ammonitidés du Barrémien du Djebel-Ouach (Algérie)[6]
- 1893 (avec W. Kilian) : Observations sur la distribution des Céphalopodes dans le Crétacé inférieur du Sud-Est
- 1900 (avec C. Depéret) : Monographie de la faune fluvio-terrestre du Miocène supérieur de Cucuron (Vaucluse)
- 1901 : Les ammonites pyriteuses des marnes valangiennes du Sud-Est de la France
- 1920 : Les Phylloceras gargasiens du Sud-Est de la France
- 1932 : Description de la faune de l'Urgonien de Barcelonne (Drôme)[7]